# جهاز تعقب النجوم

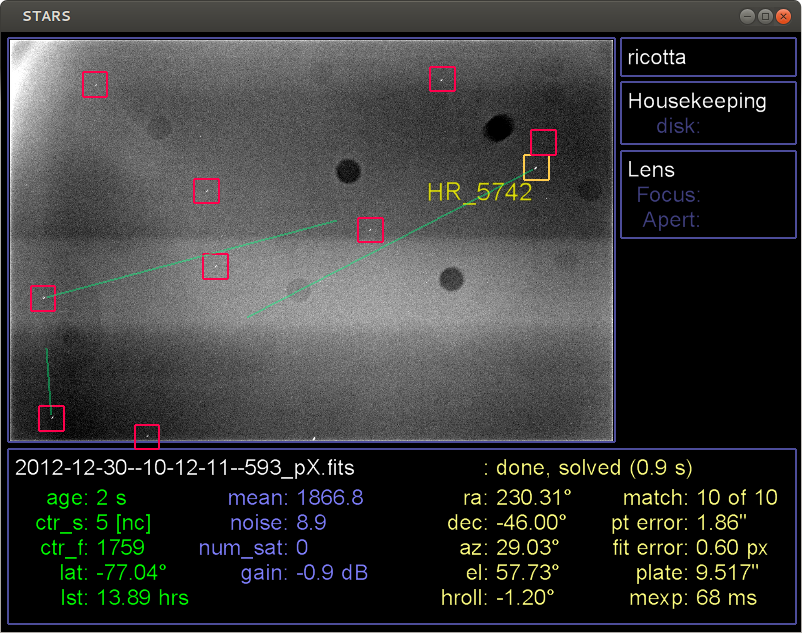
يعمل برنامج STARS لتَتَبع النُجوم في الوقتِ الفعليّ على صورة من EBEX 2012، وهي تجربة في عِلمِ الكونيات المحمولة على ارتفاعات عاليّة والتي تم إطلاقها من القارة القُطبيّةِ الجنوبيّة في 2012-12-29

جِهاز تَعَقُب النُجوم هُو جِهازٌ بَصريّ يَقيسُ مَواقِعَ النُجوم بِاستخدام الخلايا الضوئيّة أو الكاميرا. نظراً لأنَّ مَواقِع العَديد مِن النُجوم قد تَمَّ قِياسَها بِواسِطَة عُلماء الفَلَك بِدَرجةٍ عاليةٍ مِن الدقَة، يُمكن استخدام مُتَعقب النُجوم على قَمَر صِناعيّ أو مَركَبةٍ فَضائيّة لِتحديدِ اتجاه المركبة الفضائية فيما يتعلق بالنُجوم. مِنْ أجل القيامِ بِذلك، يَجب على مُتَعقب النُجوم الحصول على صورةٍ للنُجوم، وقياسِ موقعها الظاهري في الإطارِ المرجعيّ للمركَبةِ الفَضائيّة، وتحديد النُجوم بحيث يمكن مقارنة موقعها بِموقعِها المُطلق المعروف من فهرس النجوم. قد يشتمل مُتَعقب النُجوم على معالجٍ للتَعرفِ على النُجومِ مِنْ خِلال مُقارنَة نَمط النُجوم المَرصودَة بالنمطِ المَعروف للنُجومِ في السماء.

## تاريخ
في الخمسينيات وأوائل الستينيات مِنَ القرن المَاضي، كانت مُتَعقِبات النُجوم جُزءاً مُهماً مِن الصواريخِ الباليستية طَويلة المَدى وصواريخ كروز، في العصرِ الذي لم تَكن فيه أنظمة المِلاحَة بالقُصورِ الذاتيّ دقيقة بِما يكفي للنِطاقات العابرة للقارات.
لِنَنظر إلى صاروخِ الحَربِ الباردة وَهُو يَطيرُ بِاتجاهِ هَدفهِ؛ يَبدأ في البدايةِ بالتحليقِ شمالًا، وَيمرُ فَوقَ القُطب الشماليّ، ثُم يَبدأ بالطيرانِ جَنوباً مَرة أُخرى. مِن مَنظورِ الصاروخ، يبدو أن النُجوم الموجودة خلفه تقترب أكثر مِن الأُفق الجَنوبيّ بينما تَرتَفع النُجوم الموجودة أمامه. قَبل الرحلة، يُمكن للمرءِ حِساب الزاوية النِسبيّة للنجمِ بناءً على المَكان الذي يجب أن يكون فيه الصاروخ في تلك اللحظة إذا كان في الموقعِ الصحيح. يمكن بعد ذلك مُقارنة ذَلك بالموقعِ المُقاس لإنتاج إشارة «خطأ إيقاف» يمكن استخدامها لِإعادة الصاروخِ إلى مَسارهِ الصَحيح.
بِسببِ دَورانِ الأَرض، تَتَغير النُجوم المَوجودة في موقعٍ قابل للاستخدام على مدارِ اليوم وموقع الهدف. بِشكلٍ عام، سيتم استخدام مجموعة مُختارة مِنْ عِدة نُجومٍ لامِعَة وسيتم اختيار واحدة في وقتِ الإطلاق. بالنسبةِ لأنظِمَةِ التوجيه التي تَعتَمِد فقط على تَتَبع النجوم، تَمّ تسجيل نوع من آلية التسجيل، عادةً شَريط مِغناطيسيّ، مُسبقًاً بِإشارة تُمثل زاوية النَجم خلال فَترة مِنْ اليَوم. عند الإطلاق، تم إرسال الشريط إلى الوقت المناسب. أثناء الرحلة، تم استخدام الإشارة الموجودة على الشريط لوضع التلسكوب تقريباً بِحيث يُشير إلى المَوقعِ المُتَوقع للنجم. كان تركيز التلسكوب عِبارة عَن خَلية ضَوئيّة ونوع من مُولد الإِشارة، وعادةً ما يَكون قرصاََ دواراً يٌعرف بِاسم المروحيّة. تتسبب المروحيّة في ظهور صورةِ النجم بشكل متكرر واختفاءها على الخلية الكهروضوئية، مما ينتج عنه إشارة تم تنعيمها بعد ذلك لإنتاج خرج تيار متناوب. تمت مقارنة مرحلة تلك الإشارة بالمرحلة الموجودة على الشريط لإنتاج إشارة توجيه.
غالباََ ما تم دمج متتبعات النجوم مع أنظمة الملاحة بالقصور الذاتي. تقيس أنظمة الملاحة بالقصور الذاتي تَسارعات وتدمجها بمرور الوقت لتحديد السرعة، واختيارياً، تكامل مزدوجاََ لإنتاج موقع متعلق بموقع الإطلاق. حتى أخطاء القياس الصغيرة، عند دمجها، تؤدي إلى حدوث خطأ ملموس يُعرف باسم «الانحراف». على سبيل المثال، انحرف نظام الملاحة N-1 الذي تم تطويره لصاروخ كروز بمعدل ميل بحري واحد في الساعة، مما يعني أنه بعد رحلة استغرقت ساعتين، سيشير نظام الملاحة بالقصور الذاتي إلى موقع ميلين بحريين (3.7 كم)؛ (2.3 ميل) بعيداََ عن موقعه الفعلي. كان هذا خارج الدقة المطلوبة بحوالي نصف ميل.
في حالة أنظمة الملاحة بالقصور الذاتي، يمكن إزالة الشريط المغناطيسي وبدلاً من ذلك يتم توفير تلك الإشارات بواسطة أنظمة الملاحة بالقصور الذاتي. يعمل باقي النظام كما كان من قبل؛ تضع الإشارة الواردة من نظام الملاحة بالقصور الذاتي موقع تَعقُب النجوم تقريباََ، والذي يقيس بعد ذلك الموقع الفعلي للنجم وينتج إشارة خطأ. ثم يتم استخدام هذه الإشارة لتصحيح الموضع الذي يتم إنشاؤه من نظام الملاحة، مما يقلل الانحراف المتراكم إلى حد دقة المتعقب. كانت هذه الأنظمة «النجمية بالقصور الذاتي» شائعة بشكل خاص من الخمسينيات وحتى الثمانينيات، على الرغم من أن بعض الأنظمة تستخدمها حتى يومنا هذا.

## التكنولوجيا الحالية
العَديدُ مِن النَماذج مُتاحة حالياََ. تُوجَد أيضاََ مَشاريع مَفتوحَة مُصمَمَة لاستخدامِها مِن قِبل الباحِثين والمُطورين العَالميين في المُكعب الفَضائيّ. قَد يَتم الخلط بَين مُتَعَقِبات النُجوم، التي تَتَطلب حَساسية عالية، بِسببِ ضَوءِ الشّمس الُمنعَكِس مِن المَركَبةِ الفَضائيّة، أَو بِسببِ أعمِدَة غاز العادم مِن دافِعات المَركَبة الفَضائيّة (إما انعكاس ضَوء الشمس أو تَلوث نافذة تَعقب النُجوم). تَتَأثر مُتَعَقِبات النُجوم أيضاََ بِمَجموعة مُتَنَوعَة مِن الأَخطاء (التَردد المَكانيّ المُنخَفِض، التردد المَكانيّ العالي، الزماني...) بالإِضافةِ إلى مَجموعةٍ مُتَنوعة مِن مصادر الخَطأ البَصريّة (الزيغ الكَرويّ، الزيغ اللونيّ، إلخ). هُناك أيضاً العَديد مِن المَصادر المُحتَمَلة للارتِباك في خَوارزميّة تَحديد النُجوم (الكواكب، المُذنّبات، المستعرات الأَعظَمِيّة، الشخصية ثُنائيّة النَسَق لِوَظيفة انتشار النقطة للنجوم المجاورة، الأَقمار الصِناعيّة الأخرى القريبة، التلوث الضَوئيّ مِن مصدر نقطة مِن المُدن الكَبيرة على الأَرضِ). هناك ما يقرب من 57 من النجوم الملاحيّة الساطِعَة شائعة الاستخدام. ومع ذلك، بالنسبة للبعثات الأكثر تعقيداً، يتم استخدام قواعدَ بَيانات مَيدانيّة كاملة للنُجوم لتحديد اتجاه المَركَبة الفَضائيّة. نشأ فهرس النُجوم النَموذجيّ لِتحديدِ الموقف عالي الدقة من فهرس أساسيّ قياسيّ (على سبيل المثال من المرصد البحري للولايات المتحدة) ثم تمت تصفيته لإزالة النجوم ذات المشكلات، على سبيل المثال بسبب التباين الظاهريّ في الحَجمِ أو عدم اليقين في مؤشر اللون أو الموقع ضمن مخطط رسم هرتزبرونغ-راسل مما يشير إلى عدم الموثوقية. يمكن أن تحتوي هذه الأنواع من فهارس النجوم على آلاف النجوم المُخزَنة في الذاكرة على متن المَركبة الفَضائيّة، أو تتم معالجتها باستخدام أدوات في المحطة الأرضيّة ثم تحميلها.